# Cirillo VI di Costantinopoli
Cirillo VI (in greco Κύριλλος ΣΤ΄?, nato Konstantinos Serpetzoglou in greco Κωνσταντίνος Σερπεντζόγλου?; Edirne, 1769 – Edirne, 22 aprile 1821) è stato un arcivescovo ortodosso greco, patriarca ecumenico di Costantinopoli dal 1813 al 1818.

## Biografia
Nacque a Edirne nel 1769. Fu messo sotto la protezione del metropolita locale Callinico V, che lo ordinò diacono nel 1791 e lo assunse come segretario. Nel 1801, quando Callinico fu eletto Patriarca, lo nominò grande arcidiacono del patriarcato ecumenico. Come arcidiacono si occupò particolarmente della riorganizzazione della Grande Scuola della Nazione, che fu poi trasferita a Kuruçeşme. 
Nel settembre del 1803 fu eletto metropolita di Iconio, carica che mantenne per sette anni: in questo periodo si occupò di istituire nuove scuole, di dar sostegni economici gli studenti poveri e di distribuire libri. Nel 1810 fu trasferito nella sede metropolitana di Adrianopoli e il 4 marzo 1813, dopo le dimissioni di Geremia IV, fu eletto patriarca ecumenico di Costantinopoli. 
Come patriarca, dopo l'interesse mostrato per il miglioramento del sistema educativo, fondò una scuola di musica e pubblicò molti libri a tema religioso. Risolse i numerosi problemi economici del Patriarcato e riaprì l'editoria Stampa Patriarcale e la Grande Scuola della Nazione. Si ipotizza che fosse un membro della società segreta di Filiki Eteria. Inoltre, si pensa che il sultano Mahmud II lo abbia costretto a dimettersi dall'ufficio patriarcale il 13 dicembre 1818. 
Dopo le sue dimissioni si ritirò a Adrianopoli. Quando scoppiò la guerra d'indipendenza greca, il suo nome fu incluso nel decreto del Sultano dove veniva ordinato di giustiziare 30 sacerdoti e kocabaṣi di Adrianopoli. Fu giustiziato per impiccagione alla porta cittadina e il suo corpo rimase sospeso per tre giorni, quando la corda si spezzò e gli ottomani considerarono il fatto come un segno divino. Il suo corpo fu successivamente gettato nel fiume Evros.

## Culto
Una reliquia fu trovata da un abitante di Pythio e venne sepolta. Nel villaggio è ancora presente la sua tomba in una casa vicino al fiume Evros. 
Nel 1993 venne riconosciuto come santo dal Santo Sinodo della Chiesa di Grecia che stabilì la sua festa il 18 aprile, o nella domenica di Tommaso.